# NAURA Technology Group
NAURA Technology Group Company Limited — китайская компания электронной промышленности, крупнейший в стране разработчик и производитель оборудования для изготовления полупроводниковых микросхем, а также литиевых батарей и солнечных панелей. В 2023 году NAURA заняла 1864-е место в рейтинге Forbes Global 2000.

## История
В сентябре 2001 году государственная группа Beijing Electronics Holdings, подконтрольная SASAC, основала компанию Beijing Sevenstar Electronics. В марте 2010 года компания вышла на площадку ChiNext Шэньчжэньской фондовой биржи.
В 2016 году Sevenstar Electronics приобрела производителя полупроводникового оборудования Beijing North Microelectronics (NMC) у своей материнской группы Beijing Electronics Holdings. В феврале 2017 года, после реструктуризации активов поглощённой NMC, Beijing Sevenstar Electronics была переименована в NAURA Technology Group. 
В 2018 году NAURA завершила приобретение американской фирмы Akrion Technologies (Пенсильвания) — поставщика оборудования для подготовки поверхности пластин, используемых при производстве микроэлектронных устройств. В декабре 2022 года после проверки NAURA была исключена из санкционного списка Бюро промышленности и безопасности США.
После того, как власти США ввели экспортные ограничения на поставки полупроводникового оборудования и комплектующих в Китай, NAURA заняла большую долю китайского рынка и смогла значительно увеличить свою выручку.

## Деятельность
Электронная продукция NAURA Technology Group используется в интегральных схемах, контроллерах, полупроводниковом освещении, дисплеях, силовых устройствах, электромеханических системах, новых материалах, литий-ионных батареях; оборудование применяется в корпусировании интегральных схем, фотогальванике, вакуумной электронике, аэрокосмической отрасли, прецизионном приборостроении, автоматическом управлении и других отраслях.
По итогам 2022 года основные продажи NAURA пришлись на оборудование для электронной промышленности (82,3 %) и электронные компоненты (17,5 %). Все 100 % выручки пришлись на Китай. Основными конкурентами NAURA являются компании Applied Materials, ASML, Lam Research, Tokyo Electron, KLA Corporation, Shanghai Micro Electronics Equipment и Advanced Micro-Fabrication Equipment. Среди основных клиентов NAURA — Yangtze Memory Technologies и SMIC.

### Продукция
- Полупроводниковое оборудование для проведения плазменного травления, селективного травления кремниевых материалов, вакуумного напыления (PVD), химического парофазного осаждения (CVD), окислительно-восстановительных реакций, диффузии, отжига и очистки.
- Вакуумное оборудование для проведения термической обработки металлов, а также для выращивания кристаллов и производства магнитных материалов.
- Оборудование для производства литиевых элементов питания.
- Прецизионные компоненты (резисторы, конденсаторы, кристаллические устройства, модули источников электропитания).

## Акционеры
Основными институциональными инвесторами NAURA являются Sino IC Capital (6,94 %), China Asset Management (2,31 %), Aegon Industrial Fund Management (2,18 %), Beijing State-Owned Capital Operation Management (1,53 %), Lion Fund Management (1,46 %), CPIC Fund Management (1,03 %) и GF Fund Management (0,88 %).